# サタデーナイトステーション ラジオ上杉
サタデーナイトステーション ラジオ上杉（サタデーナイトステーション ラジオうえすぎ）は、STVラジオで2024年10月5日から放送しているトーク番組。

## 概要
2023年度のナイターオフに放送されていた『リアルタイム!』と2024年度のナイターイン期に放送されていた『MUSIC★J』のそれぞれの放送枠を受け継ぎ、新たにラジオのトーク番組として放送開始。
この番組では、この土曜日の夜に「大人がゆったり聴ける番組」として、パーソナリティの上杉周大が一人しゃべりを展開するもので、リスナーが参加できるコーナーなどを設ける。

## 主なコーナー
- ロック音 - リスナーから寄せられた生活音の録音を紹介する[2]。
- 179市町村TEL - 週替りで道内の1市町村を取り上げその市町村のリスナーと生電話トークを展開、隣接する市町村に順々に繋いでいく[2]。
- お絵描きですね - リスナーからのリクエストに応えて上杉が絵を描く。描いた絵はSTVラジオ公式Xアカウントに掲載される[2]。
- ニュースピーク - 2025年7月に開始したもので、ある言葉がこの世から無くなったらといったコンセプトで、初回の「お疲れ様」など、日常会話のフレーズをテーマに新たな言い換えの言葉を考えるコーナー[3]。

## 放送時間
- 毎週土曜日 19:00-21:00

## パーソナリティ
- 上杉周大